# Rue Frontenac
Pour les articles homonymes, voir Rue Frontenac (homonymie).
La rue Frontenac est une voie de Montréal. 

## Situation et accès
Cette rue d'axe nord-sud, à sens unique vers le nord, qui transite par l'arrondissement Ville-Marie et celui du Plateau Mont-Royal, relie la rue Notre-Dame à la Rue D'Iberville. 

## Origine du nom
Cette rue a été nommée en l'honneur de Louis de Buade de Frontenac (1622-1698), major général des armées du roi, et gouverneur général de la Nouvelle-France de 1672 à 1682 et de 1689 à 1698.

## Bâtiments remarquables et lieux de mémoire
- Maison de la culture Frontenac

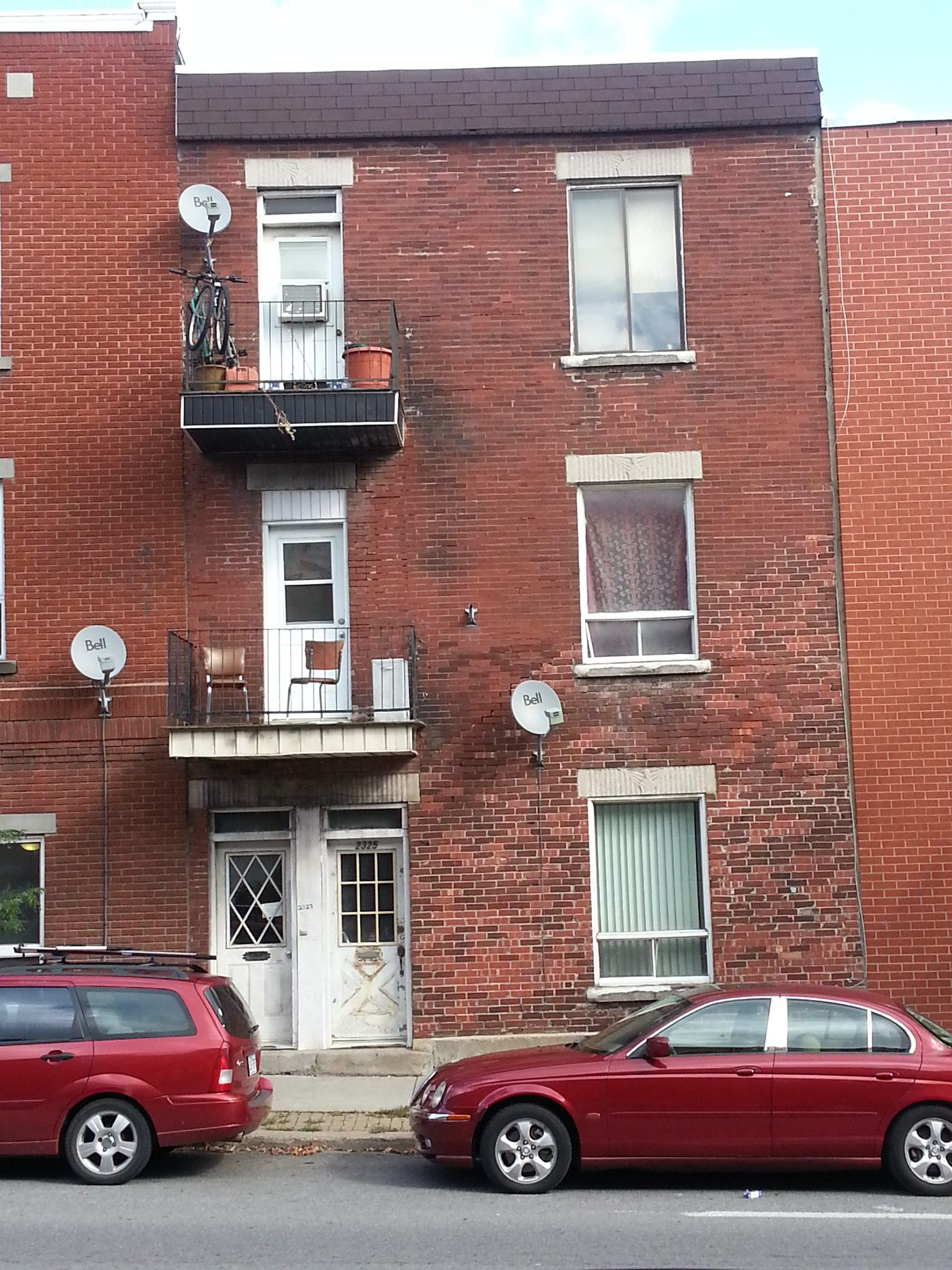
Maison d'enfance de Léo Major sur la rue Frontenac

- On y trouve le siège social du Journal de Montréal
- Maison Norman Bethune
- Le héros de guerre Léo Major a passé son enfance au 2325 rue Frontenac.